# Adopción (película)
Adopción es una película argentina del año 2009, dirigida por David Lipszyc. Trata el tema de la adopción por parte de una pareja homoparental durante la última dictadura militar de ese país.
La película fue presentada en el 24º Festival Internacional de Cine de Mar del Plata, en el 31.er Festival de La Habana y en 25º Torino GLBT Film Festival (Italia). En Argentina, fue estrenada el 25 de febrero de 2010.

## Argumento
Ricardo vive una relación homosexual junto a su pareja, con la cual deciden adoptar a Juan, un niño nacido en 1976, bajo la última dictadura militar que hubo en la Argentina. Ricardo desea que su hijo conozca sus raíces e inicia la búsqueda de su identidad, donde irán descubriendo la verdadera historia.

## Reparto
- Ignacio Monná
- Ricardo González
- Franco Gross
- José María Regueira
- Cristina de los Ángeles
- Eva Gibertí
- Nicolás Landesman

## Críticas
Algunas de las críticas consideran a Adopción como una película confusa, ya que se trata de un falso de documental, pero basado en una historia real, que cuenta el caso de un hombre gay que decide adoptar un chico durante la época de la dictadura militar sin saber si era o no hijo de desaparecidos.